# Kostel svatého Jiří (Pomezí)
Římskokatolický kostel sv. Jiří v Pomezí u Poličky (dříve farní, nyní filiální) se poprvé připomíná roku 1350. Stojí snad na místě dřevěného kostela z doby založení obce ve 13. století a do dnešní podoby byl přestavěn v roce 1727. V současnosti je chráněn jako kulturní památka České republiky.

## Popis
Kostel je původně gotická stavba s hranolovitou vstupní věží a úzkými okny. Koncem 17. století byla loď zvýšena a sklenuta valenou klenbou s lunetami. Roku 1748 byla na místě gotického kněžiště vystavěna křížová loď a trojboký závěr se sakristií a v roce 1780 došlo ke zvýšení věže o další patro. Interiér kostela je barokní, vnitřní zařízení rokokové z 2. poloviny 18. století, křtitelnice z roku 1727. Na věži je zvon z roku 1511, který byl za války zrekvirován, roku 1947 však vrácen. Kostel je obklopen hřbitovem, většina hrobů se však nachází severně od kostela. U vchodu na hřbitov jsou kamenné sochy andělů z roku 1870. V letech 2000 až 2005 byl kostel rekonstruován.

### Program záchrany architektonického dědictví
V rámci Programu záchrany architektonického dědictví bylo v letech 2001-2004 na opravu památky čerpáno 3 065 000 Kč.
| rok    | 2001 | 2002  | 2003 | 2004 |
| ------ | ---- | ----- | ---- | ---- |
| částka | 900  | 1 000 | 600  | 565  |

## Duchovní správcové
Seznam farářů od obnovení farnosti v roce 1727 je vytesán do kamenné desky umístěné za hlavním oltářem kostela. Sedmnáctým farářem byl Eduard Valenta (narozen 2. března 1880 v Jevíčku, na kněze vysvěcen v roce 1906, zemřel 31. března 1953 v Poličce).
K 1. lednu 2007 byla zdejší farnost zrušena a její území přičleněno k farnosti v Poličce.